# Punta del Este
Punta del Este é uma cidade do Uruguai, localizada no departamento de Maldonado. Punta del Este foi considerada o balneário mais luxuoso da América do Sul pela revista Forbes em 2008, superando Cartagena das Índias, na Colômbia, e Armação dos Búzios e Balneário Camboriú, no Brasil. Diversos famosos possuem casa de veraneio no balneário, como os ex-presidentes argentinos Fernando de la Rúa e Carlos Saul Menem, o ex- presidente brasileiro Fernando Collor de Mello, o ex-presidente uruguaio Luis Alberto Lacalle, o ex- ministro argentino Domingo Cavallo, a cantora colombiana Shakira, o jogador de futebol espanhol Gerard Piqué, o cantor porto-riquenho Ricky Martin, o cantor espanhol Julio Iglesias, o ex-jogador argentino de futebol Diego Maradona, os jogadores uruguaios de futebol Loco Abreu e Diego Forlán, o tenista argentino Juan Mantin Del Potro, a atriz argentina Susana Giménez, dentre muitos outros.
A cidade abriga ainda o Maior Hotel Casino da América do Sul, o Conrad Punta del Este Resort & Casino.
A cidade foi fundada em 1829 por Don Francisco Aguilar, e seu primeiro nome foi Villa Ituzaingó. Em 1907, passou a se chamar Punta del Este. Nas temporadas de verão a população do balneário costuma ultrapassar o número de 1.000.000 de pessoas.

## Transportes
Pode-se acessar a Punta del Este por diferentes meios de transporte, seja terrestre, aéreo ou por via marítima.

### Aéreo
Existem voos desde Buenos Aires, Campinas, Porto Alegre, São Paulo, Belo Horizonte, Santiago de Chile e Assunção ao Aeroporto Internacional de Laguna del Sauce, situada a 21 km do balneário.
Desde algumas cidades da América do Sul também se pode acessar por via aérea através do Aeroporto Internacional de Carrasco e desde aí por via terrestre dirigir-se a Punta del Este. Há também o Aeroporto Internacional El Jaguel, que abrange voos privados internacionais diretamente para Punta del Este.

### Marítimo
Diversas companhias oferecem transporte diariamente entre Buenos Aires e Montevidéu por via marítima. Desses lugares pode-se tomar um ônibus com destino a Punta del Este ou continuar a viagem pela rodovia.

### Via terrestre
Os visitantes que desejem acessar por via terrestre poderão fazer-lo tanto em ônibus como em veículo próprio . Desde o Terminal Tres Cruces em Montevidéu, assim como de outras cidades importantes de países limítrofes ou do interior do Uruguai, conta com linhas regulares diretas e indiretas, que acessam a península sobretudo na alta temporada (dezembro a março).

## Clima
Punta del Este possui um clima oceânico, tipo Cfb segundo Köppen, com invernos mais chuvosos que o verão e relativamente frios, e verões mais secos que o inverno e mornos com dias amenos ou quentes e noites frescas. O fato deste clima ocorrer é devido a sua posição no extremo sul do Uruguai continental(latitude próxima à 35º Sul) que facilita a entrada de frentes polares e fortes ventos que sopram para dentro do continente associados à Corrente fria das Falkland, conhecida também como corrente das Malvinas, que deixa a região mais fria que deveria ser nesta mesma latitude austral.

## Turismo

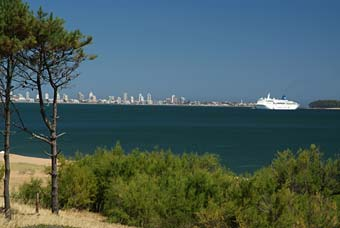
Cruzeiro em Punta del Este.

A cidade de Punta del Este é reconhecida, entre outras coisas, como um dos mais importantes e exclusivos balneários da América do Sul, assim como o ponto de encontro do jet set da América do Sul. Balneária por excelência, natural e sofisticada, na atualidade conta com uma Rambla, suntuosas casas típicas de balneários, modernos edifícios de grande altura, um porto com grande infra-estrutura e capacidade de desembarque, locais comerciais de importantes marcas, restaurantes, pubs.
Distante aproximadamente 200 km da fronteira com o Brasil e 130 km da capital Montevidéu, o balneário é conhecido por ser frequentado por artistas, milionários e membros da alta sociedade de vários países, principalmente Brasil e Argentina, atraindo mais de 400.000 turistas na alta temporada de verão.
Além das praias, os destaques de Punta del Este são: a gastronomia, com grande quantidade e variedade de restaurantes, onde a parrillada (churrasco à moda uruguaia, com carne e vísceras de animais grelhadas de maneira típica) pode ser saboreada, os cassinos (dentre eles, os famosos Cassino Conrad e Cassino Mantra) e as lojas de grifes famosas. Uma marca tradicional de Punta del Este são os adesivos colocados nos carros de vários estabelecimentos, como hotéis, bancos, lojas e supermercados. Possui grande apelo turístico com jovens e pessoal de classe social de média alta à alta alta.
O fator proximidade, aliado às facilidades cambiais e econômicas, faz com que Punta del Este seja um dos paraísos naturais e turísticos mais apreciados pelos brasileiros.

### Hotelaria e gastronomia

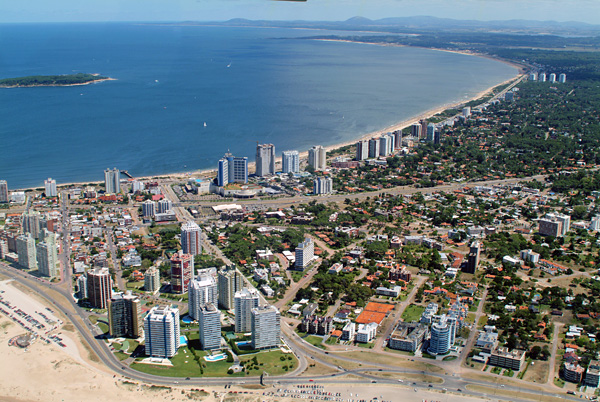
Vista de Punta del Este.

Punta del Este dispõe de abundante oferta hoteleira. Sobressai o charmoso Hotel L'Auberge, na parada 19 da Praia Brava, onde também se servem os famosos waffels ao estilo belga. Há também os hotéis, Hotel Mantra Resort, Spa e Cassino, o Awa Hotel, o Serena Hotel, o Golden Beach Hotel, entre outros cinco estrelas.
Há ainda dois hotéis que instalaram-se recentemente no balneário, mais especificamente na atualmente muito apreciada praia de José Ignacio, e os mesmos já estão sendo bem conceituados.
O hotel The Setai - Resort, Spa e Residências, oriundo dos Estados Unidos, com sede em Miami, instalou-se na badalada praia de José Ignacio, que fica a cinco minutos de Punta del Este. Tem um estilo oriental bem despojado e encontra-se a frente da praia.
O hotel Estância Vik - Hotel Fazenda, fica a oito quilômetros de José Ignacio e foi fundado pelo multimilionário norueguês Alexander Vik. Na parte externa, cavalos e ovelhas estão presentes, juntamente com toda a sofisticação rústica uruguaia. O hotel, recheado de obras de arte e de bom gosto, está em um ponto mais alto da propriedade com vista para uma lagoa e o oceano Atlântico.
Na cidade, há numerosos restaurantes com diversas especialidades, desde a refinada culinária francesa até comidas ao passo, como a típica culinária uruguaia; também estão presentes a culinária japonesa e árabe.

## Cidades Irmãs
- Búzios, Brasil
- Balneário Camboriú, Brasil
- Cabo Frio, Brasil
- Cartagena das Indias, Colombia
- Florianópolis, Brasil
- Mar del Plata, Argentina
- Piriápolis, Uruguai
- Viña del Mar, Chile